# Micoriza de les orquídies
Les micorriza de les orquídies són relacions simbiòtiques entre les arrels de les plantes de la família de les orquídies i una gran varietat de fongs. Totes les orquídies són micoheteròtrofes (associades amb fongs) fins a cert punt dins del seu cicle biològic. Les micorrizes són crítiques durant la seva germinació, ja que les orquídies pràcticament no disposen de reserva d'energia en les seves llavors i obtenen el carboni del fong simbiont. Moltes orquídies adultes conserven els seus fongs simbionts però els beneficis d'això en les plantes adultes no es coneixen bé.

## Fongs que formen micorriza amb orquídies
Són típicament fongs basidiomicots. Inclouen molts tàxons incloent espècies dels gèneres Ceratobasidium (Rhizoctonia), Sebacina, Tulasnella i Russula. La majoria d'orquídies s'associen a fongs saprotròfics o patògens però unes poques ho fan amb espècies d'ectomicorriza. Aquestes darreres associacions s'anomenen tripartites i impliquen l'orquídia, el fong ectomicorrizal la planta hoste ectomicorrizal.